# الدراغونادات
كانت الدراغونادات (بالفرنسية: les dragonnades) أعمال عنف واسعة في مملكة فرنسا في عقد 1680 ضد البروتستانت على يد جنود الدراغون بعد إلغاء مرسوم نانت. كانت تشمل الدراغونادات تدمير منازل البروتستانت وأعمالهم التجارية ومراكزهم الدينية. بعث الملك لويس الرابع عشر عددا كبير من جنود الدراغون إلى بواتو، نرمندية وجبال السيفين.